# نورا نور
نورا نور (انگلیسی: Noora Noor؛ زادهٔ ۸ ژوئیهٔ ۱۹۷۹) یک موسیقی‌دان اهل نروژ است. وی از سال ۱۹۹۸ میلادی تاکنون مشغول فعالیت بوده‌است.